# La Vérité sur l'affaire Harry Quebert
La Vérité sur l’affaire Harry Quebert est un roman policier de Joël Dicker paru le 19 septembre 2012 aux éditions de Fallois-L'Âge d'Homme et ayant reçu la même année le grand prix du roman de l'Académie française, le Prix littéraire de la vocation et le prix Goncourt des lycéens.

## Historique du roman
Ce roman de Joël Dicker a été présélectionné dans la première liste des douze romans en lice pour le prix Goncourt 2012 (puis dans les listes réduites à huit et à quatre romans), ainsi que pour le prix Interallié.
Le 25 octobre 2012, le roman remporte le Grand prix du roman de l'Académie française. Le 7 novembre 2012, le roman arrive en troisième position des choix des jurés du prix Goncourt avec deux voix au deuxième tour de scrutin derrière Le Sermon sur la chute de Rome de Jérôme Ferrari (cinq voix) et Peste et Choléra de Patrick Deville (quatre voix). Il reçoit toutefois le 15 novembre 2012 le prix Goncourt des lycéens puis le prix littéraire de la vocation.

## Composition du roman

### Structure
Le roman est divisé en 31 chapitres (numérotés de manière décroissante), dont l'incipit consiste en un court paragraphe sur le travail d'écriture d'un roman. On comprend au fur et à mesure de l'histoire que ces courtes leçons sont écrites par Harry Quebert pour Marcus. Les chapitres font alterner présent, passé et extraits de romans (dont celui même qu'écrit Marcus en une sorte de mise en abyme).

### Lieux
Le récit révèle un mélange entre lieux réels (New York, Boston, Concord, Rockland (Maine), Jackson (Alabama), etc.) et lieux fictifs. Aurora en particulier, lieu central du livre, n'existe pas. Et il faudra épuiser pas mal de pages du roman pour découvrir la probable localisation. En effet, alors qu'un des personnages se trouve à Concord, l'auteur écrit ce dialogue :
« —  Comment se rend-on à Aurora ? — Vous prenez la 101 direction Est. Lorsque vous arrivez à l'océan, vous suivez la route 1, direction sud, et vous y êtes. »; ce croisement route 101 (NH) / U.S. Route 1 mène à Hampton (New Hampshire). Ainsi peut-on situer Grand Beach (autre lieu fictif où se promène régulièrement Harry) à Hampton Beach.

## Résumé
À la fin du mois d’août 1975, Nola Kellergan, âgée de 15 ans, disparaît mystérieusement du village fictif d'Aurora dans le New Hampshire. Une vieille dame, qui a vu un homme poursuivre la jeune fille dans la forêt entourant la ville, se fait tuer quelques minutes plus tard. L'affaire est classée sans suite, vu le peu d’indices et de pistes.
À New York en 2008, Marcus Goldman est un jeune écrivain à qui son premier roman vient de faire connaître le succès. Gloire éphémère toutefois, car son éditeur exige un nouveau livre et le menace d’un terrible procès s’il n’écrit rien dans les délais. Marcus, en mal d’inspiration, va se ressourcer dans le New Hampshire chez son vieil ami et ancien professeur d’université, Harry Quebert, lui aussi auteur d’un best-seller intitulé Les Origines du mal, dont le succès lui a permis de s’installer à Aurora, où il avait écrit ce fameux roman. Marcus, toujours atteint du syndrome de la page blanche, doit repartir pour New York sans avoir écrit. Quelques jours plus tard, un coup de téléphone bouleverse sa vie : Quebert vient d’être arrêté par la police. Sur sa propriété, on a retrouvé, enterré, un squelette qui s’avère être celui de Nola Kellergan, disparue trente-trois ans plus tôt. Qui plus est, on retrouve avec elle le manuscrit du best-seller de Quebert.
Convaincu de l’innocence de son ami, Marcus décide de lui venir en aide, en cherchant à comprendre ce qui s’est passé, trente-trois ans plus tôt, dans cette petite ville du New Hampshire, probablement moins tranquille qu’on aurait pu l’imaginer. Assisté d'un policier aussi insatisfait que lui des résultats préliminaires de l'enquête, il rouvre le dossier et va mettre au jour des secrets plus sordides les uns que les autres, qui couvent depuis 30 ans sous la tranquille ville d'Aurora.

## Réception critique
« C'est très rare, mais quand cela arrive, rien ne peut couper court à l'excitation. Jeune ou moins jeune, lecteur difficile ou facile, femme ou homme, on lira sans discontinuité jusqu'au bout le roman français de Joël Dicker, La Vérité sur l'Affaire Harry Québert. On n'en sortira qu'épuisé et ravi par le jet continu d'adrénaline littéraire que le narrateur n'a cessé d'injecter dans nos veines. »

— Marc Fumaroli de l'Académie française, Le Figaro littéraire.

« Si vous mettez le nez dans ce gros roman, vous êtes fichus. Vous ne pourrez pas vous empêcher de courir jusqu'à la six centième page. Vous serez manipulé, dérouté, sidéré, agacé, passionné par une histoire aux multiples rebondissements, fausses pistes et coup de théâtre. »

— Bernard Pivot de l'Académie Goncourt, Le Journal du dimanche.

« La vérité sur l’affaire Harry Quebert », c’est qu’il s’agit en effet d’une réécriture « easy reading » (comme en musique, autrefois, on a pu parler de « easy listening ») de « la Tache » de Philip Roth, l’un des derniers grands romans du vingtième siècle. Un roman de faux faussaire et de tâcheron admiratif. »

— Arnaud Viviant, Le Nouvel Observateur.

## Ventes
En novembre 2015, en comptant les traductions, Joël Dicker a vendu près de trois millions d’exemplaires de son roman, dont la moitié en français. En 2018, l'adaptation du roman en série télévisée a relancé les ventes.

## Éditions
Édition imprimée
- Éditions de Fallois / L'Âge d'Homme, 2012  (ISBN 978-2877068161).

Livre audio
- La Vérité sur l'affaire Harry Quebert, Paris, Audiolib, 2013 (ISBN 978-2-35641-582-0)Texte intégral ; narrateur : Thibault de Montalembert ; support : deux disques compact audio MP3 ; durée : 21 h 15 min.

Analyse de l'ouvrage
- La Vérité sur l'affaire Harry Quebert (Analyse de l'oeuvre), lePetitLitteraire, 2014 (ISBN 978-2-8062-5317-0)

## Adaptations
Un feuilleton radiophonique intitulé « Le Feuilleton », découpé en dix épisodes de 24 minutes, est diffusé sur France-Culture entre le 23 novembre 2015 et le 4 décembre 2015.
Le roman de Joël Dicker est adapté en série télévisée par le réalisateur français Jean-Jacques Annaud, avec Patrick Dempsey, dans le rôle de Harry Quebert. La Vérité sur l'affaire Harry Quebert est composée de dix épisodes et est diffusée sur RTS Un tous les mardis à partir du 20 novembre 2018 et sur TF1 tous les mercredis à partir du 21 novembre 2018. Le tournage a débuté à la mi-août 2017.